# Rolf Milser
Rolf Milser (né le 28 juin 1951 à Bernbourg (Allemagne de l'Ouest)) est un haltérophile allemand.
Il obtient la médaille d'or olympique en 1984 à Los Angeles en moins de 100 kg ainsi que deux médailles d'or aux Championnats du monde en 1978 et en 1984, deux médailles d'argent en 1977 et 1979 et une de bronze en 1974. Il est aussi champion d'Europe en 1984 et vice-champion en 1977 et 1978.